# Sammy Marks
Samuel Marks (né à Neustadt en Lituanie le 11 juillet 1844 et mort à Johannesburg en Afrique du Sud le 18 février 1920) est un industriel et financier sud-africain.

## Biographie

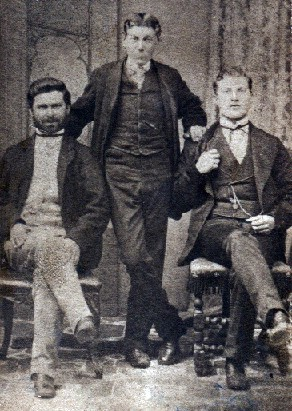
Sammy Marks, Barnet Lewis, Isaac Lewis

Fils de Mordechai Feit Marks, un tailleur juif pauvre et itinérant de Lituanie, alors située dans l'Empire russe, Sammy Marks arrive en Angleterre en accompagnant un convoi de bêtes à travers toute l’Europe. Il s'installe en 1861 à Sheffield où il devient colporteur. En 1868, il émigre avec un cousin Isaac Lewis en Afrique du Sud, après avoir appris la découverte de diamants à Kimberley. 
En Afrique du Sud, il gagne d'abord modestement sa vie en tant que marchand itinérant, vendant des bijoux de pacotille et des couteaux avant de se rendre sur les champs de diamants de Kimberley où il vend du matériel aux mineurs, des provisions et du tabac. Il se lance à son tour dans le commerce des diamants où, avec Isaac Lewis et le français Jules Porges, il fonde la French Diamond Mining Company. 
Il participe aussi à la fondation de la première distillerie du Transvaal, De Eerste Fabrieken et détient pendant 15 ans avec ses associés le monopole de la fabrication d’alcool au Transvaal. 
Installé à Pretoria en 1881, il gagne la confiance du président Paul Kruger à qui il conseille notamment de construire une ligne de chemin de fer entre Pretoria et Lourenço Marques.
Marks devient un industriel et riche financier grâce à ses investissements dans les mines d'or et de charbon du Witwatersrand, de l'ouest Transvaal (Barberton) et du nord de État libre d'Orange. Il fonde notamment La «Zuid-Afrikaansche en Oranje Vrijstaatsche Mineralen en Mijnbouwvereeniging» en 1892 pour exploiter des gisements de charbon près de Vereeniging dont il contribue à la fondation. Il développe par ailleurs des houillères à Viljoensdrif et participe au développement de terres agricoles le long de la rivière Vaal.
Philanthrope et grand bienfaiteur en faveur de la communauté juive sud-africaine, il fait notamment construire la grande synagogue de Pretoria. Son succès contribue à l'engouement des juifs de Lituanie pour émigrer en Afrique du Sud (environ 40000 juifs d’Europe de l’Est émigrent en Afrique du Sud entre 1880 et 1910, dont près des 3/4 sont originaires de Lituanie) bien que le Transvaal, Etat calviniste et rigoriste, restreint la citoyenneté des autres communautés non boers (les Uitlanders). 
En 1895, désirant montrer sa loyauté à la république du Transvaal, Marks fait don de £ 10.000 à la ville de Pretoria afin de faire ériger une statue à la gloire de Paul Kruger. Marks pense d'abord à faire réaliser une statue en marbre et la faire ériger devant un bâtiment public, sur le modèle de ce que faisaient les Britanniques avec les statues de la Reine Victoria. D'abord sceptique par ce symbolisme monarchique, Paul Kruger accepte et demande que la statue soit érigée dans le parc Burghers. Mais Marks le convint de la faire ériger sur church square, la place centrale de Pretoria et l'endroit où Kruger avait pour la première fois inauguré son mandat de président du Transvaal le 9 mai 1883. Cette statue, qui sera érigée bien plus tard (en 1912) et sur Church square qu'en 1954, deviendra l'un des monuments les plus iconiques de Pretoria.
Après la seconde guerre des Boers, il fait également financer et  ériger une fontaine en fonte, elle aussi érigée (dans un premier temps) sur Church square, de conception  édouardienne.

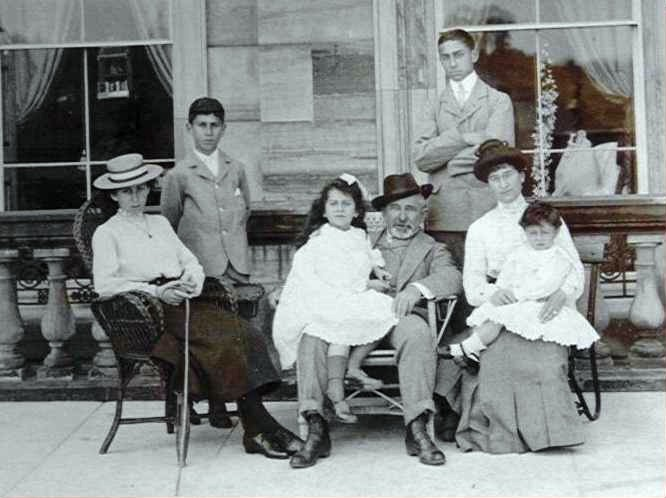
Marks et sa famille lors d'une visite en Angleterre vers 1903. De gauche à droite, Gertrude (né en 1889), Joe (né en 1892), Dolly (né en 1897), Sammy, Louis (né en 1885), Bertha et Phil (né en 1900)

Outre le président Kruger, Marks jouissait de la confiance des généraux boers Louis Botha, Christiaan De Wet et  de la Rey. Il  a joué un rôle non négligeable dans les négociations pour la cessation des hostilités anglo-boer à Vereeniging le 29 mai 1902.
De 1910 à sa mort, Marks est sénateur de l'Union sud-africaine
Sammy Marks est décédé à Johannesburg le 18 février 1920.

## Vie privée
Il a épousé Bertha Guttmann, de dix-huit ans sa cadette, et avec laquelle il a eu neuf enfants, six garçons et trois filles. Au Transvaal, il a vécu principalement sur sa ferme de Zwartkoppies, située à l'est de Pretoria, où il a fait construire en 1886 un manoir de 40 pièces.

## Musée
Après la mort de Marks, sa veuve et certains des enfants ont vécu dans la maison jusqu'à la mort du dernier en 1981. En 1984, un accord a été conclu avec le Musée national d'histoire culturelle pour que le gouvernement achète le contenu de la maison et la restaure. En 1986, le Sammy Marks Museum a ouvert ses portes au public. Aujourd'hui, le musée fait partie des Musées Ditsong d'Afrique du Sud.

## Sources